# Colin Jacobsen
Colin Jacobsen (* 1978) ist ein US-amerikanischer Violinist.
Jacobsen begann seine Violinausbildung vierjährig bei Doris Rothenberg, setzte sie bei Louise Behrend und später an der Pre-College Division der Juilliard School of Music fort. Er besuchte zwei Jahre lang die Sommerkurse von Josef Gingold, studierte bis 1999 an der Juilliard School bei Robert Mann und 2001–02 bei Vera Beths am Königlichen Konservatorium von Den Haag.
Seither trat Jacobsen als Solist mit verschiedenen Sinfonieorchestern der USA und als Kammermusiker auf. Zum 25. Jubiläum der Gründung der School of String spielte er in der Carnegie Hall die Welturaufführung von Ellen Taaffe Zwilichs Partita für Violine und Streichorchester. Mit seinem Bruder Eric Jacobsen gründete er die Knights, ein Kammerorchester, das zwei CDs bei Sony Classics einspielte und bei den Dresdner Musikfestspielen auftrat.
Als Mitglied von Yo-Yo Mas Silk Road Ensemble arbeitete er mit dem Kamantschespieler Kayhan Kalhor und dem Sänger Alim Qasimov zusammen. Er wirkte an den Alben When Strangers Meet, Beyond the Horizon, New Impossibilities und Off the Map mit und arrangierte für das Ensemble ein altes persisches Lied unter dem Titel Ascending Bird.
Als Mitglied des Streichquartetts Brooklyn Rider mit dem Geiger Jonathan Gandelsman, dem Bratscher Nicholas Cords und seinem Bruder Eric Jacobsen gründete er 2006 das Stillwater Music Festival in Minnesota und trat u. a. im Banff Centre for the Arts, beim Bravo! Colorado Music Festival, dem Marlboro Music Festival, dem Mostly Mozart Festival und den Salzburger Festspielen auf. Weiterhin trat Jacobsen mit der Chamber Music Society of Lincoln Center auf, ist Mitglied der Metropolitan Museum Artists in Concert und arbeitete kammermusikalisch mit Emanuel Ax, Joshua Bell, Mark O’Connor, Philip Glass, Steven Isserlis, Christian Tetzlaff und Jan Vogler auf. 
Mit dem Komponisten Tan Dun tourte Jacobsen durch China und führte dessen Water Passion auf. Weiterhin trat er mit Ballettgruppen wie dem New York City Ballet, der Mark Morris Dance Group und der Bill T. Jones/Arnie Zane Dance Company auf. Für die C. Eule Dance komponierte er die Musik zu Spiral Songs und führte sie 2005 auf. Jacobsen spielt eine Violine von Giuseppe Giovanni Guarneri aus dem Jahr 1696 und ein Instrument von Samuel Zygmuntowicz aus dem Jahr 2008.